# Alexander Becker
Alexander Kasparovitj Becker (ryska: Александр Каспарович Беккер, Aleksandr Kasparovitj Bekker), född 30 augusti 1818 i Sarepta i Volgograd, död där 16 april 1901, var en rysk (volgatysk) organist, entomolog och botaniker, som var verksam i Kaukasus och vid nedre Volga.
Auktorsnamnet A.K.Becker kan användas för Alexander Becker i samband med ett vetenskapligt namn inom botaniken; se Wikipediaartiklar som länkar till auktorsnamnet.